# دارن گارنر
دارن گارنر (انگلیسی: Darren Garner؛ زادهٔ ۱۰ دسامبر ۱۹۷۱) بازیکن فوتبال اهل بریتانیا است.
از باشگاه‌هایی که در آن بازی کرده‌است می‌توان به باشگاه فوتبال نیوپورت کانتی، باشگاه فوتبال روترهام یونایتد، باشگاه فوتبال تورکی یونایتد، باشگاه فوتبال ترورو سیتی، باشگاه فوتبال بودمین تاون، و باشگاه فوتبال پلیموث آرگیل اشاره کرد.